# Liste der Baudenkmäler in Hetzles
Auf dieser Seite sind die Baudenkmäler in der oberfränkischen Gemeinde Hetzles zusammengestellt. Diese Tabelle ist eine Teilliste der Liste der Baudenkmäler in Bayern. Grundlage ist die Bayerische Denkmalliste, die auf Basis des Bayerischen Denkmalschutzgesetzes vom 1. Oktober 1973 erstmals erstellt wurde und seither durch das Bayerische Landesamt für Denkmalpflege geführt wird. Die folgenden Angaben ersetzen nicht die rechtsverbindliche Auskunft der Denkmalschutzbehörde.
 Diese Liste gibt den Fortschreibungsstand vom 1. September 2023 wieder und enthält 37 Baudenkmäler.

## Baudenkmäler nach Gemeindeteilen

### Hetzles
| Lage | Objekt                                 | Beschreibung | Akten-Nr.              | Bild                |
| --- | -------------------------------------- | --- | ---------------------- | ------------------- |
| Auf dem Berg, bei Punkt 545 am ersten Wall auf einer hoch gelegenen Geländestelle unterhalb des abgegangenen Burgstalls Breitensten auf dem Sporn des Hetzles über Gaiganz und Effeltrich (Standort) | Grenzstein                             | Mit Wappenschilden: Bamberg (Südseite) und Egloffstein (Ostseite), Sandstein, 1587 | D-4-74-122-31 Wikidata | Grenzstein          |
| Effeltricher Weg, nordwestlich des Ortes in der Nähe des Radweges nach Effeltrich, In der Lache (Standort)                                                                                           | Marter                                 | Sandsteinsäule, wohl 17. Jahrhundert | D-4-74-137-33 Wikidata | BW                  |
| Hauptstraße 2 (Standort) | Bauernhaus                             | Eingeschossiges Bauernhaus, Sandstein und Riegelfachwerk, 18. Jahrhundert | D-4-74-137-5 Wikidata  | BW                  |
| Hauptstraße 7 (Standort) | Ehemaliges Gasthaus zum Lamm           | Zweigeschossiger giebelständiger Satteldachbau, Fachwerk, 17./18. Jahrhundert | D-4-74-137-6 Wikidata  | BW                  |
| Hauptstraße 12 (Standort) | Gasthaus zum Adler                     | Zweigeschossiger giebelständiger Satteldachbau, Fachwerk, im Erdgeschoss geohrte profilierte Tür- und Fensterprofile, Haustür bezeichnet „1765“, Wirtshausschild 18. Jahrhundert                                       | D-4-74-137-7 Wikidata  | BW                  |
| Hauptstraße 13 (Standort) | Ehemaliges Wohnstallhaus               | eingeschossiger giebelständiger Fachwerkbau, mit Sandsteinteilen und mit Schopfwalmdach, bezeichnet 1808. | D-4-74-137-8 Wikidata  | BW                  |
| Hauptstraße 18 (Standort) | Bauernhaus                             | Eingeschossiger giebelständiger Fachwerkbau mit Schopfwalmdach, bezeichnet „185“3. | D-4-74-137-9 Wikidata  | BW                  |
| Hauptstraße 22, auf Eckgrundstück zur Hinteren Dorfstraße (Standort) | Gasthaus zum goldenen Stern            | Zweigeschossiger Satteldachbau, Fachwerk, 18./19. Jahrhundert, Wirtshausschild, 18. Jahrhundert | D-4-74-137-10 Wikidata | BW                  |
| Hauptstraße 25 (Standort) | Bauernhaus                             | giebelständiges Fachwerkhaus mit Frackdach, 18. Jahrhundert | D-4-74-137-12 Wikidata | BW                  |
| Hauptstraße 28 (Standort) | Bauernhaus                             | giebelständiger eingeschossiger Fachwerkbau mit Satteldach, 1. Hälfte/Mitte 19. Jahrhundert | D-4-74-137-13 Wikidata | BW                  |
| Hauptstraße 32 (Standort) | Bauernhof: Wohnstallhaus               | Eingeschossiges giebelständiges Wohnstallhaus, Fachwerk verputzt, mit Satteldach, 1. Hälfte/Mitte 19. Jahrhundert | D-4-74-137-14 Wikidata | BW                  |
| Hauptstraße 34 (Standort) | Bauernhof: Stadel                      | Fachwerk mit Satteldach, 18. Jahrhundert | D-4-74-137-14 Wikidata | BW                  |
| Hauptstraße 32 (Standort) | Bauernhof: Stallgebäude                | mit Remisenanbau, Fachwerk mit Frackdach, 18. Jahrhundert | D-4-74-137-14 Wikidata | BW                  |
| Hauptstraße 35 (Standort) | Wohnstallhaus                          | giebelständiger eingeschossiger Fachwerkbau, 18./19. Jahrhundert | D-4-74-137-15 Wikidata | BW                  |
| Hauptstraße 37 (Standort) | Bauernhaus                             | giebelständiges Frackdachhaus, Fachwerk, 18./19. Jahrhundert; Kruzifix, bezeichnet 1768. | D-4-74-137-16 Wikidata | BW                  |
| Hauptstraße 37 (Standort) | Kruzifix                               | bezeichnet 1768. | D-4-74-137-16          | BW                  |
| Hauptstraße 39 (Standort) | Gedenktafel                            | Gedenktafel für Michael Deinlein, Bischof von Bamberg, um 1860. | D-4-74-137-17 Wikidata | BW                  |
| Hauptstraße 43 (Standort) | Wohnstallhaus                          | eingeschossiger, giebelständiger Fachwerkbau mit Satteldach, 18./19. Jahrhundert | D-4-74-137-18 Wikidata | BW                  |
| Hauptstraße 45 (Standort) | Wohnstallhaus                          | eingeschossiger giebelständiger Fachwerkbau mit Satteldach, Feierabendziegel bezeichnet 1681 | D-4-74-137-19          | BW                  |
| Hauptstraße 45 (Standort) | Kleintierstall                         | Eingeschossiger Fachwerkbau mit Satteldach, 18. Jahrhundert | D-4-74-137-19          | BW                  |
| Nähe Hauptstraße (Standort) | Scheune                                | Fachwerkbau mit Satteldach, um 1900 | D-4-74-137-19          | BW                  |
| Hauptstraße 47 (Standort) | Sog. Reißenmarter                      | Sandsteinsäule, bezeichnet 1773; im Garten bei Nr. 47. | D-4-74-137-20 Wikidata | BW                  |
| Hintere Dorfstraße 4 (Standort) | Hochkreuz                              | am Kreuzfuß Kornähren und Weinlaub, Kunststein, bezeichnet 1923; im Vorgarten von Hintere Dorfstraße 4. | D-4-74-137-29 Wikidata | BW                  |
| Hintere Dorfstraße 11 (Standort) | Wohnstallhaus                          | giebelständiger eingeschossiger Fachwerkbau mit Satteldach, 18./19. Jahrhundert | D-4-74-137-22 Wikidata | BW                  |
| Hintere Dorfstraße 17 (Standort) | Bauernhaus                             | giebelständiger Frackdachbau, Fachwerk verputzt, 1. Hälfte/Mitte 19. Jahrhundert | D-4-74-137-23 Wikidata | BW                  |
| Hoher Weg 2 (Standort) | Wegkreuz                               | Gusseisen, 2. Hälfte 19. Jahrhundert; neben Steinkreuz, an der Straße nach Honings. | D-4-74-137-37 Wikidata | BW                  |
| Hoher Weg 2 (Standort) | Sühnekreuz                             | Sandstein, bezeichnet 1717, eingetiefte Rundbogennische nachträglich; an der Straße nach Honings. | D-4-74-137-36 Wikidata | BW                  |
| In der Lache (Standort) | Marter                                 | Sandsteinsäule, 17./18. Jahrhundert; in der Reißengasse, vor dem Ort, In der Lache. | D-4-74-137-32 Wikidata | BW                  |
| Mittlerer Hahnenbach (Standort) | Marter                                 | sog. Starnbaummarter, Sandsteinsäule mit Muschelornamenten Am Bildhaus, bezeichnet 1717 und 1835, daneben Ruhstein; am nordwestlichen Ortsausgang am Feldweg nach Honings.                                             | D-4-74-137-31 Wikidata | BW                  |
| Nähe Hauptstraße; Nähe Hirtengasse (Standort) | Katholische Pfarrkirche St. Laurentius | neugotische Saalkirche mit eingezogenem Chor, Sandsteinquaderbau mit Satteldach, 1884–91 von Franz Joseph Ritter von Denzinger, seitlich gestellter spätgotischer Turm mit Spitzhelm, 15. Jahrhundert; mit Ausstattung | D-4-74-137-4 Wikidata  | weitere Bilder      |
| Nähe Hirtengasse (Standort) | Friedhofskreuz                         | um 1920 | D-4-74-137-4           | BW                  |
| Nähe Hirtengasse (Standort) | Marienstatue                           | bezeichnet 1917 | D-4-74-137-4           | BW                  |
| Nähe Hauptstraße (Standort) | Kriegerdenkmal in der Aussegnungshalle | um 1950 | D-4-74-137-4           | BW                  |
| Nähe Hintere Dorfstraße (Standort) | Wegkreuz                               | Holzkreuz mit Holzkorpus, am Kreuzfuß Reliefs: Marienkrönung und Pietà, 2. Hälfte 19. Jahrhundert, mit gusseiserner Lanzettenzauneinfriedung; vor Hintere Dorfstraße 2.                                                | D-4-74-137-21 Wikidata | Wegkreuz            |
| Nähe Reefgasse (Standort) | Neugotische Kapelle                    | kleiner Saal mit Altarhausanbau, verputzter Backsteinbau mit Satteldach, bezeichnet 1912; mit Ausstattung; Umfriedung aus gusseiseinem Lanzettenzaun.                                                                  | D-4-74-137-46 Wikidata | Neugotische Kapelle |
| Neunkirchener Straße 2 (Standort) | Marter                                 | Sandsteinsäule, bezeichnet 1734; bei Neunkirchner Straße 2, im Pfarrhausgarten | D-4-74-137-30 Wikidata | Marter              |
| Peterbachstraße 16 (Standort) | Sockel einer Marter                    | bezeichnet 1738, als Aufsatz ein Eisenkruzifix mit Assistenzfiguren. | D-4-74-137-34 Wikidata | BW                  |
| Point 1 (Standort) | Bauernhaus                             | giebelständiges Wohnstallhaus mit Frackdach, Fachwerk und massiv über Sandsteinquadersockel, Giebelfront verschiefert, 1. Hälfte/Mitte 19. Jahrhundert                                                                 | D-4-74-137-25 Wikidata | BW                  |
| Point 1 (Standort) | Stadel                                 | teils Fachwerk, teils massiv, mit hohem Satteldach, 18. Jahrhundert | D-4-74-137-25          | BW                  |
| Point 4 (Standort) | Bauernhaus                             | giebelständiges eingeschossiges Fachwerkhaus mit Satteldach, erste Hälfte/Mitte 19. Jahrhundert, Hausfigur, Pietà, um 1900.                                                                                            | D-4-74-137-27 Wikidata | BW                  |

### Honings
| Lage                     | Objekt               | Beschreibung | Akten-Nr.              | Bild                 |
| ------------------------ | -------------------- | --- | ---------------------- | -------------------- |
| Dörrwiesäcker (Standort) | Marter               | sog. Immerlesmarter, gebauchte Sandsteinsäule, am Bildhaus Muschelornamente bezeichnet 1737 und 1868; etwa 1,2 km außerhalb des Ortes an der Straße nach Neunkirchen ca. 200 m vor dem Abzweig nach Ebersbach. | D-4-74-137-41 Wikidata | Marter               |
| Honings 4 (Standort)     | Ehemaliger Marxenhof | Bauernhaus, eingeschossiges giebelständiges Fachwerkhaus, Satteldach mit Hechtgauben für Hopfenlagerung, frühes 18. Jahrhundert, 1781 umfassend erneuert.                                                      | D-4-74-137-47 Wikidata | Ehemaliger Marxenhof |
| Honings 8 (Standort)     | Bauernhaus           | eingeschossiger Fachwerkbau mit Satteldach, 18./19. Jahrhundert | D-4-74-137-38 Wikidata | BW                   |
| Hutweidleite (Standort)  | Sog                  | Sog. Grabenmarter, Sandsteinsäule, bezeichnet 1735; nordwestlich des Ortes nahe der Straße nach Effeltrich. | D-4-74-137-42 Wikidata | Sog                  |
| In Honings (Standort)    | Marter               | Sandsteinsäule, 17./18. Jahrhundert, 1833; am westlichen Ortsausgang im Garten bei Honings 16. | D-4-74-137-40 Wikidata | weitere Bilder       |
| St 2243 (Standort)       | Marter               | Marter, Sandsteinpfeiler, spätmittelalterlich, Tafel mit Barmherzigen Samariter von 1980; an der Einmündung der Dorfstraße in die St. 2243 am Waldrand.                                                        | D-4-74-137-39 Wikidata | weitere Bilder       |